# Strengeriana maniformis
Strengeriana maniformis is een krabbensoort uit de familie van de Pseudothelphusidae. De wetenschappelijke naam van de soort is voor het eerst geldig gepubliceerd in 1993 door M. R. Campos & Rodríguez.